# Notommata glyphura
Notommata glyphura är en hjuldjursart som beskrevs av Wulfert 1935. Notommata glyphura ingår i släktet Notommata och familjen Notommatidae. Arten är reproducerande i Sverige. Inga underarter finns listade i Catalogue of Life.